# Крайчо Самоходов
Крайчо Самоходов, познат и като Крайчо войвода е участник в националноосвободителната борба, байрактар на Хвърковатата чета на Георги Бенковски.
Роден е около 1845 г. в Панагюрище. За времето си е един от образованите хора в града. Завършва местното класно училище, научава гръцки и турски език покрай пътуванията с баща си до Беломорието. Известно време е учител, работи и в конака.
Като член на местния революционен комитет към Вътрешната революционна организация взема дейно участие в подготовката на Априлското въстание. Охранява Оборищенското събрание като четоводец на четата си, с която действа в Средна гора. Става един от доверените хора на Георги Бенковски. По време на Априлското въстание е знаменосец и стотник на Хвърковатата чета. Оцелява при разгрома на въстанието и продължава революционната си дейност като предвожда малката си чета в Средна гора.
По време на Руско-турската война минава в услуга на руската армия в Средногорието и оказва голяма помощ за разбиването на турската отбрана в района.
След Освобождението заедно с капитан Петко войвода защитава българското население от турците в района на Родопите и Беломорска Тракия. Включва се и в борбата за съединението на разделените Княжество България и Източна Румелия. Участва и като доброволец във възникналата след това Сръбско-българската война. Константин Иречек го назначава за висш служител в Министерството на просветата, където се пенсионира. Като убеден русофил по време на Първия стамболовистки режим е преследван и подложен на репресии. Отнемат му дори пенсията.
Крайчо Самоходов умира през 1900 година.